# Inverurie
Inverurie (in gaelico scozzese Inbhir U(a) raidh) è una cittadina con status di burgh della Scozia nord-orientale, facente parte dell'area amministrativa dell'Aberdeenshire e situata alla confluenza dei fiumi Ury (o Urie) e Don.
Il nome della città è legato a due famose battaglie.

## Etimologia
Il toponimo in gaelico Inbhir Uaraidh significa letteralmente "foce/estuario (inbhir) del fiume Ury (gael. scozz. Uaraidh)".

## Geografia fisica

### Collocazione
Inverurie si trova a circa metà strada tra Oldmeldrum e Kintore (rispettivamente a sud della prima e nord della seconda), a circa 27 km ad ovest/nord-ovest di Aberdeen.

## Società

### Evoluzione demografica
Al censimento del 2001, Inverurie contava una popolazione pari a 10.888 abitanti.

## Storia
Intorno al 1100, fu costruito nella città un monastero.
Già nel 1195 Inverurie ricevette lo status di burgh.

### Battaglia di Inverurie (1308)
Nel 1308 fu combattuta, in seno alle guerre di indipendenza scozzesi, la prima battaglia di Inverurie, nota anche come Battaglia di Barra.

### Battaglia di Inverurie (1745)
Il 23 dicembre 1745, fu combattuta, in seno dell'insurrezione giacobita, la seconda battaglia di Inverurie, vinta dai Giacobiti contro le truppe hanoveriane

## Edifici e luoghi d'interesse

### The Bass
Nella parte sud-occidentale della città, si trova The Bass, un motte e bailey, costruito nel XII secolo dal signore di Gairioch.

## Sport
- Inverurie Loco Works Football Club, squadra di calcio[7]